# Cantone di Montagnac
Il Cantone di Montagnac era una divisione amministrativa dell'arrondissement di Béziers.
A seguito della riforma approvata con decreto del 26 febbraio 2014, che ha avuto attuazione dopo le elezioni dipartimentali del 2015, è stato soppresso.

## Composizione
Comprendeva i comuni di:
- Adissan
- Aumes
- Cabrières
- Cazouls-d'Hérault
- Fontès
- Lézignan-la-Cèbe
- Lieuran-Cabrières
- Montagnac
- Nizas
- Péret
- Saint-Pons-de-Mauchiens
- Usclas-d'Hérault